# Milan Lucic
Milan Lucic (né le 7 juin 1988 à Vancouver, dans la province de la Colombie-Britannique, au Canada) est un joueur professionnel canadien de hockey sur glace. Il est le neveu du joueur de hockey professionnel, Dan Kesa.

## Biographie

### Jeunesse
Milan Lucic naît le 7 juin 1988 dans l'arrondissement de East Vancouver à Vancouver de parents serbes. Son père, Dobro, est un docker à Vancouver qui a immigré de la Serbie vers l'Amérique du Nord à l'âge de 27 ans. Sa mère, Snezana, est arrivé en Amérique du Nord avec ces parents lorsqu'elle avait 2 ans. Il a un petit frère, Nikola, et un frère aîné, Jovan,. Encouragé à jouer au hockey par son père alors qu'il est amoureux du football comme tous les Serbes[Information douteuse], il l'écoute et adopte le hockey.

### Carrière junior
Lucic commence sa carrière junior en 2004-2005 avec l'Express de Coquitlam dans la LHCB. Au cours de cette même saison, il fait ses débuts avec les Giants de Vancouver le 19 mars 2005 contre les Rockets de Kelowna. Il termine le match avec aucun point et 2 minutes de punition. En séries éliminatoires, il joue deux parties avec les Giants, inscrivant aucun point.
En 2005-2006, il devient un membre de l'équipe à temps plein, marquant 19 points en 62 parties. Il a ajouté 7 autres points en 18 parties de séries éliminatoires, aidant les Giants à remporter le titre de la LHOu et à faire leur apparition dans la Coupe Memorial 2006.

### Carrière professionnelle
Il est repêché par les Bruins de Boston à la 50e position du repêchage de la Ligue nationale de hockey en 2006. Il joue sa première saison dans la LNH en 2007-2008, saison où il participe au Match des étoiles des recrues et marque deux buts. Il termine la saison avec 8 buts et 27 points en 77 matchs.
Le 26 juin 2015, il est échangé aux Kings de Los Angeles contre Martin Jones, Colin Miller et un choix de premier tour au repêchage de 2015.
Son passage avec les Kings ne dure qu'une saison puisqu'il signe le 1er juillet 2016 un contrat de 7 ans pour 42 millions de dollars avec les Oilers d'Edmonton.
Le 19 juillet 2019, il est échangé aux Flames de Calgary avec un choix de 3e tour contre l'attaquant James Neal.
Le 1er juillet 2023, il fait son retour à Boston en signant un contrat d'un an, d'une valeur de 1 million $ avec les Bruins,.
L'attaquant de 35 ans est arrêté le matin du 18 novembre 2023 en raison d'un « incident domestique » survenu la veille. Il quitte l'organisation des Bruins pour une période indéterminée. Le 21 novembre, il plaide non coupable à des accusations de voie de fait contre sa conjointe Brittany Lucic. Selon le rapport du service de police de Boston, l'épouse a déclaré qu'il aurait tenté de l'étrangler et aurait tiré ses cheveux.

## Statistiques
| Saison     | Équipe               | Ligue      |       | Saison régulière | Saison régulière | Saison régulière | Saison régulière | Saison régulière |    | Séries éliminatoires | Séries éliminatoires | Séries éliminatoires | Séries éliminatoires | Séries éliminatoires |
| Saison     | Équipe               | Ligue      | PJ    | B                | A                | Pts              | Pun              | PJ               | B  | A                    | Pts                  | Pun                  |                      |                      |
| 2004-2005  | Giants de Vancouver  | LHOu       | 1     | 0                | 0                | 0                | 2                | 2                | 0  | 0                    | 0                    | 0                    |                      |                      |
| 2004-2005  | Express de Coquitlam | LHCB       | 50    | 9                | 14               | 23               | 100              | -                | -  | -                    | -                    | -                    |                      |                      |
| 2005-2006  | Giants de Vancouver  | LHOu       | 62    | 9                | 10               | 19               | 149              | 18               | 3  | 4                    | 7                    | 23                   |                      |                      |
| 2006-2007  | Giants de Vancouver  | LHOu       | 70    | 30               | 38               | 68               | 147              | 22               | 7  | 12                   | 19                   | 26                   |                      |                      |
| 2007-2008  | Bruins de Boston     | LNH        | 77    | 8                | 19               | 27               | 89               | 7                | 2  | 0                    | 2                    | 4                    |                      |                      |
| 2008-2009  | Bruins de Boston     | LNH        | 72    | 17               | 25               | 42               | 136              | 10               | 3  | 6                    | 9                    | 43                   |                      |                      |
| 2009-2010  | Bruins de Boston     | LNH        | 50    | 9                | 11               | 20               | 44               | 13               | 5  | 4                    | 9                    | 19                   |                      |                      |
| 2010-2011  | Bruins de Boston     | LNH        | 79    | 30               | 32               | 62               | 121              | 25               | 5  | 7                    | 12                   | 63                   |                      |                      |
| 2011-2012  | Bruins de Boston     | LNH        | 81    | 26               | 35               | 61               | 135              | 7                | 0  | 3                    | 3                    | 8                    |                      |                      |
| 2012-2013  | Bruins de Boston     | LNH        | 46    | 7                | 20               | 27               | 75               | 22               | 7  | 12                   | 19                   | 14                   |                      |                      |
| 2013-2014  | Bruins de Boston     | LNH        | 80    | 24               | 35               | 59               | 91               | 12               | 4  | 3                    | 7                    | 4                    |                      |                      |
| 2014-2015  | Bruins de Boston     | LNH        | 81    | 18               | 26               | 44               | 81               | -                | -  | -                    | -                    | -                    |                      |                      |
| 2015-2016  | Kings de Los Angeles | LNH        | 81    | 20               | 35               | 55               | 79               | 5                | 0  | 3                    | 3                    | 4                    |                      |                      |
| 2016-2017  | Oilers d'Edmonton    | LNH        | 82    | 23               | 27               | 50               | 50               | 13               | 2  | 4                    | 6                    | 20                   |                      |                      |
| 2017-2018  | Oilers d'Edmonton    | LNH        | 82    | 10               | 24               | 34               | 80               | -                | -  | -                    | -                    | -                    |                      |                      |
| 2018-2019  | Oilers d'Edmonton    | LNH        | 79    | 6                | 14               | 20               | 91               | -                | -  | -                    | -                    | -                    |                      |                      |
| 2019-2020  | Flames de Calgary    | LNH        | 68    | 8                | 12               | 20               | 54               | 10               | 1  | 5                    | 6                    | 17                   |                      |                      |
| 2020-2021  | Flames de Calgary    | LNH        | 56    | 10               | 13               | 23               | 46               | -                | -  | -                    | -                    | -                    |                      |                      |
| 2021-2022  | Flames de Calgary    | LNH        | 82    | 10               | 11               | 21               | 84               | 12               | 0  | 1                    | 1                    | 33                   |                      |                      |
| 2022-2023  | Flames de Calgary    | LNH        | 77    | 7                | 12               | 19               | 43               | -                | -  | -                    | -                    | -                    |                      |                      |
| 2023-2024  | Bruins de Boston     | LNH        | 4     | 0                | 2                | 2                | 2                | -                | -  | -                    | -                    | -                    |                      |                      |
| Totaux LNH | Totaux LNH           | Totaux LNH | 1 177 | 233              | 353              | 586              | 1 301            | 136              | 29 | 48                   | 77                   | 229                  |                      |                      |

## Trophées et honneurs personnels

### Ligue nationale de hockey
- 2007-2008 : participe au Match des jeunes Étoiles de la LNH
- 2010-2011 : vainqueur de la Coupe Stanley avec les Bruins de Boston